# Phantom (UAV)
Phantom is een serie van onbemande quadcopters ontwikkeld door DJI, een Chinees bedrijf gevestigd in Shenzhen, China. Deze quadcopters zijn recreatieve en commerciële UAV's, hoofdzakelijk bedoeld voor luchtfotografie- en videografie.

## Beschrijving

### Phantom

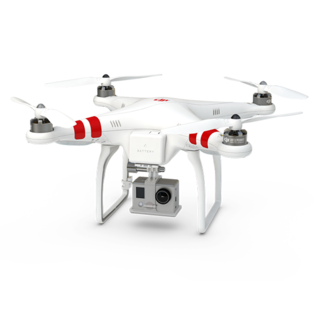
Phantom 1

De Phantom 1, oorspronkelijk bekend als Phantom, werd uitgebracht op 7 januari 2013 als de eerste quadcopter in the Phantom-serie van drones. Hij is uitgerust met een GoPro camera voor amateur videocreatie of fotografie in vluchten van vijftien minuten.
Eigenschappen:
- Stabilisatie: geen
- Video-downlink: geen
- APP: geen
- Camera: add-on
- Controllable range: -
- Max. snelheid (m/s): 10
- Afstandsbediening: 2,4 GHz, 1000 m
- Batterijtype: LiPo
- Vluchtduur (min): 10-15

### Phantom 2

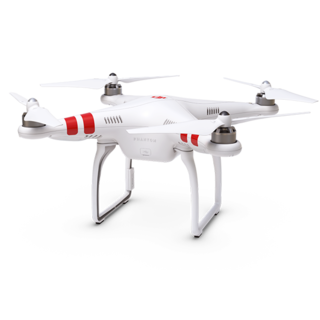
Phantom 2

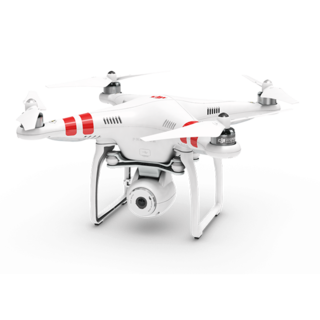
Phantom 2 Vision.

De Phantom 2 werd uitgebracht op 16 december 2013 en is de opvolger van de Phantom 1. Dit model heeft verschillende verbeteringen zoals, toegenomen vliegsnelheid, toegenomen vluchtduur en bestuurbaar gebied, toegenomen capaciteit van de batterij, nieuwe gps-navigatie, compatibiliteit voor smartphones en tablets, een wifi-module en is verkrijgbaar in verschillende uitvoeringen.
In de tabel hieronder staan de eigenschappen van de Phantom 2 en zijn uitvoeringen.
| Features              | Phantom 2                                                     | Phantom 2 Vision                                             | Phantom 2 Vision+                                                      |
| --------------------- | ------------------------------------------------------------- | ------------------------------------------------------------ | ---------------------------------------------------------------------- |
| Stabilisatie          | Add-on                                                        | Geen                                                         | 3-assige camerastabilisatie                                            |
| Video downlink        | Add-on                                                        | Max 300m wifi-connectie                                      | Max 700m wifi-connectie                                                |
| App                   | Geen                                                          | DJI VISION App                                               | DJI VISION App                                                         |
| Camera                | Add-on                                                        | 14 megapixels/1080p                                          | 14 megapixels/1080p                                                    |
| Controllable range    | —                                                             | −60°-0° (verticaal)                                          | −90°-0° (verticaal)                                                    |
| Max vliegsnelheid     | 15 m/s (niet aanbevolen)                                      | 15 m/s (niet aanbevolen)                                     | 15 m/s (niet aanbevolen)                                               |
| Grondstation          | Add on                                                        | Gebouwd in de DJI VISION App                                 | Gebouwd in de DJI VISION App                                           |
| Afstandsbediening     | Nieuwe versie 1000m (FCC&CE), 2,4 GHz zonder smartphonehouder | Nieuwe versie 500m (FCC), 5,8 GHz smartphonehouder in pakket | Nieuwe versie 800m (FCC), 5,8 GHz voor geïnstalleerde smartphonehouder |
| Max. vluchtduur (min) | 25                                                            | 25                                                           | 25                                                                     |

### Phantom 2 Vision
Het Phantom 2 Vision-model, uitgebracht op 28 oktober 2013, is een geüpdatet versie van de Phantom 2. Het heeft een ingebouwde HD-camera te besturen door middel van Wifi, een 4 GB micro-SD-kaart, een ingebouwd anti-vibratiemontuur, geavanceerde Wifi-module, een 5200-mAh lithium-polymeer-batterij, een verbeterd vluchtbesturingssysteem. Verder is de Phantom 2 Vision compitabel met een grond station en iOS of android apparaten.

### Phantom 2 Vision+

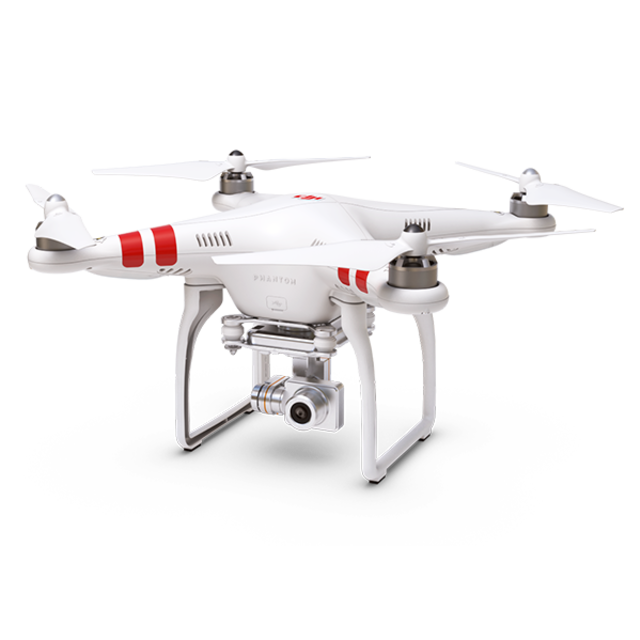
Phantom 2 Vision+

De Phantom 2 Vision+, uitgebracht op 7 juli 2014, heeft sowieso alle eigenschappen van de Phantom 2 Vision. De Vision+ heeft een camera met een drie-assige elektronische stabilisator die alle beelden stabiel houdt. De Phantom 2 Vision+ heeft een nieuw systeem voor de afstandsbediening en een nieuwe Wifi-module. Een update is de no-flyzone firmware in het vliegsysteem. Dit laat gebruikers gebieden detecteren waar UAV's niet toegestaan zijn om te vliegen (bijv. vliegvelden).

### Phantom FC40

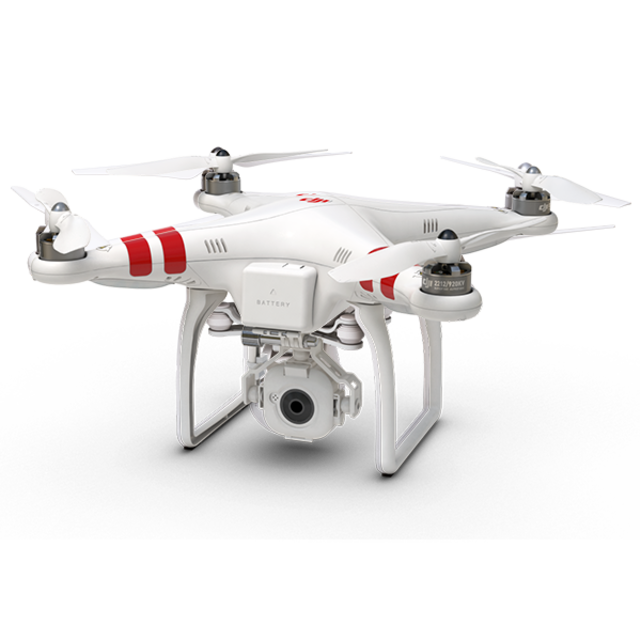
Phantom FC40

De Phantom FC40, uitgebracht op 20 januari 2014, is een model tussen de Phantom 1 en de Phantom 2 in. Zoals de Phantom 2 Vision en de Phantom 2 Vision+, is de Phantom FC40 uitgerust met een HD video camera te besturen met een iOS/Android app, met Wifi en gps-modules. De drone helpt zijn piloot beelden in real time te bekijken op een mobiel apparaat door middel van een 2,4G Wifi-connectie. Voor de vlucht kan de camera handmatig in zijn positie worden gezet en met de afstandsbediening gekanteld worden. In 2014 werd er voor deze quadcopter reclame gemaakt in dezelfde periode als voor de Phantom 2.
Eigenschappen:
- 5,8G afstandsbediening en ontvanger
- Featherweight 2,4G Wi-Fi camera met 720p/30fps HD Video
- Smartphone app voor Eerste persoons zicht
- 10× digitale zoom functie in Eerste persoons zicht
- Live preview met weinig vertraging
- Max. vlieg snelheid: 15 m/s (niet aanbevolen)
- Te besturen met een smartphone

### Phantom 3
De Phantom 3, uitgebracht op 5 mei 2015, is de opvolger van de Phantom 2-serie. Er zijn drie versies, de Standard, de Advanced en de Professional. Alle drie hebben ongeveer 23 minuten vliegtijd. Echter zijn er wel een paar verschillen.
Als eerst de Professional. Dit is een quadcopter met een 4k-camera, Vision Positioning System (daardoor kan men bijvoorbeeld binnen recht blijven), gebruikt een Lightbridge-systeem en heeft ingebouwde gps, waardoor de drone met één druk op de knop terug naar startpositie vliegt en landt.
De Advanced: de Advanced beschikt over een 2,7k-camera, heeft ook Vision Positioning System en heeft net als de Professional een ingebouwd gps-systeem met dezelfde functies.
De Standard: deze maakt ook gebruik van een 2,7k-camera. De Standard heeft echter geen Vision Positioning System maar gebruikt alleen gps. Hierdoor zal de drone binnenshuis minder recht blijven vliegen. Ook heeft de Standard een andere remote controller waar minder knoppen opzitten. Hierdoor kunnen sommige functies alleen via een mobiel apparaat uitgevoerd worden.